# Pseudarchaster microceramus
Pseudarchaster microceramus is een kamster uit de familie Pseudarchasteridae.
De wetenschappelijke naam van de soort werd in 1913 gepubliceerd door Walter Kenrick Fisher.